# Павел Баумгартен
Павел Павлович Баумгартен – дворянин в Руската империя, след Освобождението на България назначен за губернатор на Варненска губерния.

## Биография
Роден е на 16 юни 1842 г.
В Руската империя е имал граждански чин действителен статски съветник.
В състава на Временното руско управление в България от май 1878 г., назначен от княз Дондуков-Корсаков за губернатор на Варненска губерния. (Реално Варна се освобождава на 27 юли 1878 г.) На тази длъжност е до юни 1879 г., когато съгласно разпоредбите на Берлинския договор Временното руско управление прекратява дейността си и предава властта на новоизбраното българско правителство. Следващият губернатор на Варна е Драган Цанков.
Павел Баумгартен умира на 17 януари 1883 г. Погребан е на Троицкото гробище в Петерхоф, Русия.